# Robotsystem 70
Robotsystem 70 (RBS 70) är ett luftvärnsrobotsystem utvecklat i Sverige av AB Bofors (delar av nuvarande Saab Bofors Dynamics AB) och Ericsson Microwave Systems (Saab Microwave Systems sedan 2006). Senaste större uppgraderingen presenterades 2011 med beteckningen RBS 70 NG (Next Generation).

## Bakgrund
Luftförsvarsutredningen 1967 kom fram till att det svenska luftvärnet behövde förstärkas kraftigt, eftersom de tidigare luftvärnskanonerna om kaliber 7,5 cm och grövre inte hängde med dåtidens flygplan, och ännu mindre de kommande. För korthållsluftvärn till skydd för pansarbrigaderna konstaterades att det projekterade RBS 70 skulle medge betydligt fler eldrör än om till exempel 40 mm automatkanon användes. Systemet togs i bruk av den svenska armén 1977 och har sedan dess uppgraderats 1982, 1990, 2003 och 2011.

## Konstruktion
Systemet består av eldenhet RBS 70 och Spaningsradar PS-70. Robotsystem 70 har en ovanlig styrprincip där roboten efter utskjutning styrs med hjälp av en ledstråle genererad av en lasersändare vilken skytten riktar mot målet. Sensorn som tar emot ledstrålen i roboten sitter i bakre delen av flygkroppen. Banmotor ligger därför i mitten av flygkroppen och har fyra snedställda dysor i höjd med främre fenorna. RBS 70 utvecklades med ett integrerat gränssnitt mot spaningsradarsystem, som till exempel Giraffe 40 (PS 70). I detta gränssnitt tar en måldatamottagare emot radarinformationen, beräknar engagemangsmöjligheter och visar in skytten mot anvisat mål. Robotsystem 70 har även ett integrerat gränssnitt mot IK-system, med både automatisk och manuell funktion, för snabb målidentifiering.
Från början kunde RBS 70 endast användas på dagen under klara väderförhållanden, eftersom det krävde att skytten hade klar visuell kontakt med målet. Senare har mörkersikten i form av tilläggsmoduler med termiska IR-kameror (COND och BORC) utvecklats vilket ger systemet nattkapacitet.

## Versioner
Från början var RBS 70 utvecklat som ett luftvärnssystem med kort räckvidd, främst lämpat för bekämpning av attackflygplan, attackhelikoptrar och fraktflygplan på låg höjd. Med den nyutvecklade BOLIDE-roboten, vilken började levereras under 2005, har även RBS 70 tillförts förmågan att bekämpa små mål som kryssningsrobotar och drönare.
Till RBS 70 finns olika versioner av roboten; Mk 0 (Robot 70, Rb 70), Mk 1 (Rb 70ÖS), Mk 2 (Rb 90), samt BOLIDE. 
Robotversionerna Mk 0 och Mk 1 har en räckvidd på 5 km i längd och 3 km i höjd. Versionerna Mk 1 och senare har även ett bredare synfält hos de optiska mottagarna baktill på roboten som fångar upp ledstrålen, vilket gör att den har en skarpare manöverförmåga. Versionen Mk 2 har en räckvidd på 7 km och en höjdtäckning på 4 km, medan BOLIDE har en räckvidd på 8 km och en höjdtäckning på 5 km. Dessutom har Mk 2 och BOLIDE även en kombinerad stridsdel med både splitterverkan och riktad sprängverkan (RSV).

## Export
Finland beslutade år 2007 att anskaffa BOLIDE som en del av luftvärnssystemet ASRAD-R, tillverkat av SAAB och Rheinmetall, under benämningen ITO2005 M. Systemen skulle levereras under 2008–2010 och utbildning i hantering kom att ske vid Karelska brigaden och Lapplands luftvärnsregemente. Total kostnad för anskaffningen är cirka 65 miljoner euro. BOLIDE kom att ersätta de åldrande ITO 86 och ITO 86 M-systemen (Igla).
Den 8 februari 2022 beställde Argentina, som femte land efter Tjeckien, Brasilien och Sverige, RBS-70 NG.
Den 22 december 2022 beställde Finland RBS 70-robotar (Bolide) för ca 800 Mkr att levereras 2023-2026.
RBS 70 användes av Iran i kriget mot Irak under 1980-talet och 1999 i Kargilkriget i Kashmir.
Robotsystem 70 finns i minst 19 länder (december 2022): Argentina, Australien, Bahrain, Brasilien, Finland, Förenade Arabemiraten, Indonesien, Iran, Irland, Lettland, Litauen (köpt av Norge), Mexiko, Pakistan, Singapore, Sverige, Thailand, Tjeckien, Tunisien, Ukraina och Venezuela.

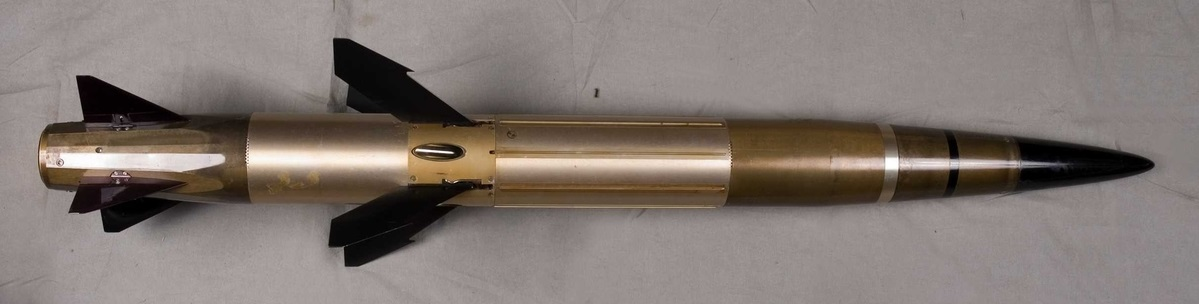
Robot till Robotsystem 70. En av dysorna till banmotorn syns mellan de främre fenorna.

## Robot 70 i politiken
Bofors ansökte om att exportera Robot 70 till Iran på 1980-talet, men Olof Palmes regering tillät inte denna export. Detta blev senare aktuellt i PKK-spåret, där PKK misstänktes för att ha beställt mordet på Olof Palme.
Den 22 december 1989 dömdes tre Bofors-direktörer till villkorlig dom för varusmuggling i den så kallade Boforsaffären. Bofors hade 1979 och 1980 smugglat 300 exemplar av Robot 70 via Singapore till Dubai och Bahrain i Mellanöstern. Nobel Industrier dömdes att betala 11 miljoner kronor i böter.

## Återaktivering
År 2017 genomfördes tester för att återinföra Robotsystem 70/90. År 2019 återaktiverades systemen som interimslösningar för att återföra brigadluftvärn till Arméns brigader. Systemen kommer kvarstå tills ersättning är på plats.